# María Cristina Añón
María Cristina Añón (1 de diciembre de 1946) es una bioquímica argentina, especializada en las propiedades fisicoquímicas, funcionales y biológicas de macromoléculas alimentarias. Se desempeña como investigadora superior del Consejo Nacional de Investigaciones Científicas y Técnicas (CONICET). En el 2013 fue galardonada con el Premio Konex de Platino en la categoría agronomía, veterinaria y alimentos.

## Estudios
En 1974 recibió el título de Doctora en Ciencias Bioquímicas por la Facultad de Ciencias Exactas, Universidad Nacional de La Plata.

## Cargos institucionales
- Miembro de la Carrera del Investigador Científico del Consejo Nacional de Investigaciones Científicas y Técnicas (CONICET), Categoría Actual: Investigador Superior (desde septiembre de 1999)
- Profesor Titular Ordinario. Asignatura Bromatología, Facultad de Ciencias Exactas, Universidad Nacional de La Plata (desde abril de 1986), con dedicación exclusiva desde abril de 1989
- Miembro Titular de la Academia Nacional de Farmacia y Bioquímica – Sitial Bromatología – Desde octubre de 2004[2]
- Investigador Asociado del Programa PEDECIBA en el Área Química - Universidad de la República – Uruguay - Desde 2005[2]
- Presidente de la Comisión Coordinadora Académica de la Maestría en Higiene y Tecnología de Alimentos (UNLP) – 1999-2005[2]
- Profesora Titular y coordinadora del Área de Bioquímica y Control de Alimentos en la Facultad de Ciencias Exactas de la UNLP.[2]
- Coordinadora de Procesamiento de Alimentos en Núcleos Socio Productivo Económico y del Comité Nacional del Centro Binacional Argentino - Chino de Ciencia y Tecnología de Alimentos (MINCyT) desde 2012.[2]
- Directora del Centro de Investigación y Desarrollo en Criotecnología de Alimentos de 1985 al 2003.[2]

## Premios y Publicaciones
- Directora de 47 tesis doctorales.[3]
- Ganadora de 12 premios por trabajos científicos[4]
- Trabajos científicos publicados y/o en prensa en revistas nacionales e internacionales arbitradas: 244 (nacionales 7 e internacionales 237)
- Capítulos y trabajos científicos publicados y/o en prensa en textos: 27
- Trabajos publicados o en prensa en proceedings de congresos: 87 (Nacionales: 22 latinoamericanos e iberoamericanos: 43 Internacionales: 22)
- Comunicaciones en congresos, jornadas y simposios nacionales e internacionales: 475